# Wayne Hennessey
Wayne Robert Hennessey (* 24. ledna 1987 Bangor) je bývalý velšský profesionální fotbalový brankář.

## Klubová kariéra
Na mládežnické úrovni oblékal dres klubů Manchester City FC a Wolverhampton Wanderers FC.
Hennessey poté působil ve Wolverhamptonu Wanderers FC až do roku 2014 (v roce 2006 a 2007 byl na hostování v Bristolu City a Stockportu County, v roce 2013 poté v Yeovil Townu). Následně přestoupil do Crystal Palace FC, kde v průběhu necelých 8 sezón nastoupil k 110 zápasům v Premier League.
V roce 2021 podepsal smlouvu s Burnley, kde kryl záda brankářské jedničce Nicku Popeovi. V průběhu sezóny nastoupil k 2 ligovým utkáním.
V létě 2022 odešel zdarma do Nottinghamu Forest, který právě postoupil do Premier League.

## Reprezentační kariéra
Wayne Hennessey nastupoval za velšské mládežnické reprezentace U17, U19 a U21.
Svůj debut za velšské reprezentační A-mužstvo absolvoval 26. 5. 2007 v přátelském utkání ve Wrexhamu proti týmu Nového Zélandu (remíza 2:2). Poté se etabloval v bráně reprezentačního družstva jako jasná brankářská jednička.
Se svým mužstvem se mohl v říjnu 2015 radovat po úspěšné kvalifikaci z postupu na EURO 2016 ve Francii (byl to premiérový postup Walesu na evropský šampionát). V závěrečné 23členné nominaci na šampionát nechyběl. Na turnaji odchytal 5 ze 6 duelů a pomohl Walesu k postupu až do semifinále, ve kterém nestačili na pozdější vítěze Portugalce.
S Walesem se kvalifikoval i na závěrečný turnaj EURO 2020. Na závěrečném turnaji však plnil roli brankářské dvojky za Dannym Wardem a pouze z lavičky sledoval postup do osmifinále, ve kterém Wales prohrál 0:4 s Dánskem.
Hennessey si 29. března 2022 na své konto připsal jubilejní stý start za reprezentaci Walesu, zkušený brankář byl u remízy 1:1 s českou reprezentací.
Wales se v roce 2022 po 64 letech kvalifikoval na mistrovství světa a Hennessey hrál u toho hlavní roli. V postupovém play-off odchytal semifinále proti Rakousku (výhra 2:1) i finále proti Ukrajině (výhra 1:0).

## Osobní život
Jeho příbuzným je bývalý velšský fotbalový reprezentant Terry Hennessey.

## Kontroverze
Hennessey se dostal v lednu 2019 do problémů poté, co jeho německý spoluhráč z Crystal Palace Max Meyer na sociální síti Instagram zveřejnil fotografii z oslavy. Dvaatřicetiletý Hennessey má na snímku zvednutou napřaženou pravou ruku a byl podezírán z předvádění nacistického pozdravu. Záběr ale podle něho vznikl ve chvíli, kdy se jen máváním snažil upoutat pozornost někoho, kdo stál za fotografem. Anglická fotbalová asociace ho kvůli hajlování obvinila, porušení pravidla o hanlivém, urážlivém či nevhodném chování ale neprokázala.